# Hypohippus

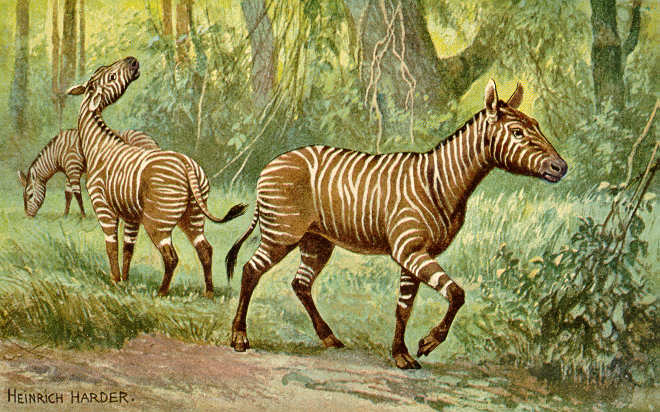
Художня реконструкція 20 ст. Автор — Генріх Гардер

Hypohippus («низький кінь») — викопний рід трипалих коней, який жив 17—11 мільйонів років тому. Він був розміром з поні й мав довжину 1,8 метра і його скам'янілості були знайдені в Небрасці, Колорадо і Монтані.